# 장구밤나무아과
장구밤나무아과(-----亞科, 학명: Grewioideae 그레위오이데아이[*])는 아욱과의 아과이다. 모식속 장구밤나무속(Grewia)의 학명은 영국의 식물학자 네헤미아 그루의 이름에서 유래했다. 장구밤나무와 고슴도치풀, 황마 등을 포함하고 있다.

## 하위 분류
| 스파르만니아족(Sparrmannieae Burnett) - 고슴도치풀속(Triumfetta Plum. ex L.) - 황마속(Corchorus L.) - Ancistrocarpus Oliv. - Apeiba Aubl. - Clappertonia Meisn. - Colona Cav. - Desplatsia Bocq. - Duboscia Bocq. - Entelea R.Br. - Erinocarpus Nimmo ex J.Graham - Glyphaea Hook.f. - Goethalsia Pittier - Heliocarpus L. - Hydrogaster Kuhlm. - Luehea Willd. - Microcos Burm. ex L. - Mollia Mart. - Pseudocorchorus Capuron - Sparrmannia L.f. - Trichospermum Blume - Vasivaea Baill. | 장구밤나무족(Grewieae Endl.) - 장구밤나무속(Grewia L.) - Eleutherostylis Burret - Lueheopsis Burret - Tetralix Griseb. |

## 계통 분류
현재, 아욱과의 계통 분류는 다음과 같다.
|  | 불암초아과: 26속 650종. 전(全)열대 지역, 특히 남아메리카 |
|  |                                                          |
|  | 장구밤나무아과: 25속 770종. 전(全)열대 지역.             |
|  |                                                          |

|   | 벽오동아과: 12속 430종. 범열대 지역.                                                                                            |
|   | |
|   | 피나무아과: 3속 50종. 북 온대 지역과 중앙아메리카                                                                               |
|   | |
|   | 까치깨아과: 약 20속 380여 종. 구(舊)열대 지역, 특히 마다가스카르와 마스카렌 제도                                                |
|   | |
|   | 브라운로아과: 8속 70여 종. 특히 구(舊)열대 지역.                                                                                |
|   | |
|   | 헬릭테레스아과: 8 ~ 12속 10 ~ 90종. 열대, 특히 동남아시아.                                                                      |
|   | |
| ♦ | \| \| 아욱아과: 78속 1,670종. 열대에서 온대. \| \| \| \| \| \| 목면아과: 12속 120종. 열대, 특히 아프리카와 아메리카 \| \| \| \| |
|   | \| \| 아욱아과: 78속 1,670종. 열대에서 온대. \| \| \| \| \| \| 목면아과: 12속 120종. 열대, 특히 아프리카와 아메리카 \| \| \| \| |
|   | 아욱아과: 78속 1,670종. 열대에서 온대.                                                                                          |
|   | |
|   | 목면아과: 12속 120종. 열대, 특히 아프리카와 아메리카                                                                            |
|   | |

|  | 아욱아과: 78속 1,670종. 열대에서 온대.               |
|  |                                                      |
|  | 목면아과: 12속 120종. 열대, 특히 아프리카와 아메리카 |
|  |                                                      |

|  | 불암초아과: 26속 650종. 전(全)열대 지역, 특히 남아메리카 |
|  |                                                          |
|  | 장구밤나무아과: 25속 770종. 전(全)열대 지역.             |
|  |                                                          |

|   | 벽오동아과: 12속 430종. 범열대 지역.                                                                                            |
|   | |
|   | 피나무아과: 3속 50종. 북 온대 지역과 중앙아메리카                                                                               |
|   | |
|   | 까치깨아과: 약 20속 380여 종. 구(舊)열대 지역, 특히 마다가스카르와 마스카렌 제도                                                |
|   | |
|   | 브라운로아과: 8속 70여 종. 특히 구(舊)열대 지역.                                                                                |
|   | |
|   | 헬릭테레스아과: 8 ~ 12속 10 ~ 90종. 열대, 특히 동남아시아.                                                                      |
|   | |
| ♦ | \| \| 아욱아과: 78속 1,670종. 열대에서 온대. \| \| \| \| \| \| 목면아과: 12속 120종. 열대, 특히 아프리카와 아메리카 \| \| \| \| |
|   | \| \| 아욱아과: 78속 1,670종. 열대에서 온대. \| \| \| \| \| \| 목면아과: 12속 120종. 열대, 특히 아프리카와 아메리카 \| \| \| \| |
|   | 아욱아과: 78속 1,670종. 열대에서 온대.                                                                                          |
|   | |
|   | 목면아과: 12속 120종. 열대, 특히 아프리카와 아메리카                                                                            |
|   | |

|  | 아욱아과: 78속 1,670종. 열대에서 온대.               |
|  |                                                      |
|  | 목면아과: 12속 120종. 열대, 특히 아프리카와 아메리카 |
|  |                                                      |